# Carl Warnstorf
Carl Friedrich Warnstorf, född 2 december 1837 i Sommerfeld, Lausitz, död 28 februari 1921 i Berlin, var en tysk botaniker.
Warnstorf var elementarlärare i Arnswalde, därefter i Neuruppin och pensionerades 1899. Han var en framstående kännare av vitmossorna (Sphagnum). Hans viktigaste arbeten om dessa är Die europäischen Torfmoose (1881), Sphagnologische Rückblicke (1884), Charakteristik und Übersicht der europäischen Torfmoose nach dem heutigen Standpunkt der Sphagnologie (1893) och Leber- und Torfmoose (1903, i Kryptogamenflora der Mark Brandenburg).
Auktorsnamnet Warnst. kan användas för Carl Warnstorf i samband med ett vetenskapligt namn inom botaniken; se Wikipediaartiklar som länkar till auktorsnamnet.